# Rio de Moinhos (Penafiel)
Rio de Moinhos es una freguesia portuguesa del concelho de Penafiel, con 7,56 km² de superficie y 2.977 habitantes (2001). Su densidad de población es de 393,8 hab/km².